# Tišnov
Tišnov (deutsch Tischnowitz, älter auch Tißnow) ist eine Stadt in Tschechien. Sie befindet sich 20 Kilometer nordwestlich des Stadtzentrums von Brno und gehört zum Okres Brno-venkov.

## Geografie
Die Stadt Tišnov wird auch als Tor zur Region Vysočina bezeichnet. Sie liegt im Tal der Svratka und wird von den Hügeln Květnice (469 m), Klucanina (410 m) und Kozí brada (366 m) umgeben.
Nachbarorte sind Lomnička im Norden, Železné im Nordosten, Všechovice und Drásov im Osten, Hradčany im Südosten, Březina im Süden, Vohančice und Závist im Südwesten, Nelepeč im Westen sowie Předklášteří im Nordwesten.

## Geschichte

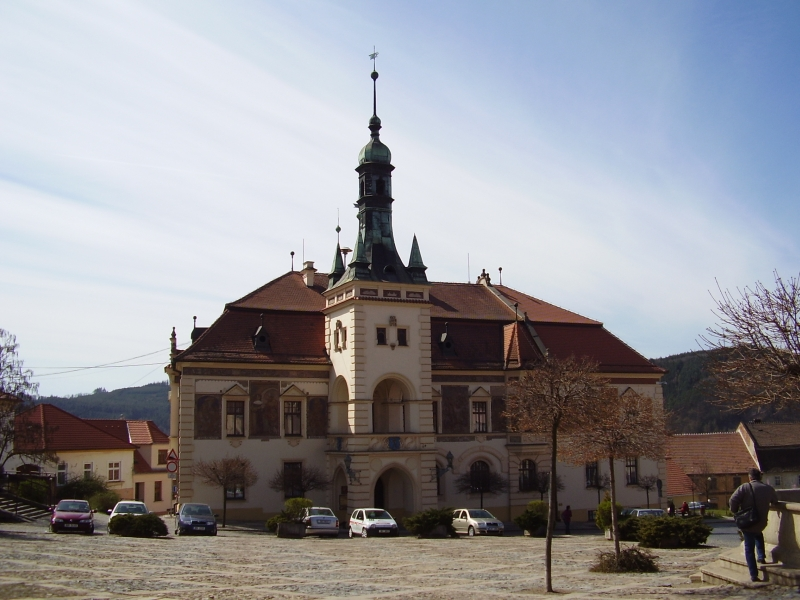
Rathaus

Die erste urkundliche Erwähnung von Tusnovice erfolgte im Jahre 1233 im Zuge der Gründung des Klosters Porta Coeli durch Konstanze von Ungarn. Der Ort gehörte zu den Besitztümern der Markgrafen von Mähren und wurde ab 1240 als Städtchen bezeichnet. Bis zu den Hussitenkriegen entwickelte es sich gut und wurde zu einer der dreißig landesherrlichen Städte der Markgrafschaft Mähren gezählt. 1416 erteilte Wenzel IV. der Stadt das Privileg zur Abhaltung eines Jahrmarktes nach Brünner Vorbild. Während der Hussitenkriege wurde die Stadt 1428 zusammen mit dem Kloster niedergebrannt und lag darnieder. 1554 erteilte die Äbtissin Barbara Konitzký von Schwabenitz der Stadt weitreichende Privilegien. 1606 wurde Tišnov durch einen Stadtbrand zu großen Teilen zerstört. Im Dreißigjährigen Krieg fielen 1643 die Schweden ein und brandschatzten den Ort. 1707 brach erneut ein Stadtbrand aus. Tišnov blieb bis zur Säkularisation des Klosters Porta Coeli im Jahre 1782 das bedeutendste der klösterlichen Pfründen. 1788 wurde Tišnov zur Stadt erhoben. Danach erwarb Wilhelm von Mundy die Herrschaft Porta Coeli und errichtete im Kloster eine Tuchfabrik. Ihm folgte 1821 Friedrich Freiherr von Vittinghoff gen. Schell zu Schellenberg (1786–1849).
Nach der Aufhebung der Patrimonialherrschaften wurde Tišnov/Tischnowitz 1850 zum Sitz eines Gerichtsbezirkes im politischen Bezirk Brünn. Nachdem das sächsische Kloster St. Marienthal 1861 die Güter in Vorkloster erworben hatte, wurde der klösterliche Konvent durch die Zisterzienserinnen erneuert. 1885 erhielt die Stadt einen Bahnanschluss nach Brünn, und 1905 nahm die Lokalbahn Deutschbrod–Tischnowitz den Betrieb auf. 1880 lebten in Tišnov 2589 Menschen. Im 1896 wurde Tišnov zur Bezirksstadt erhoben. Im Jahre 1921 hatte Tišnov 3477 Einwohner. Tišnov verlor zum 1. Jänner 1961 den Bezirkssitz und wurde in den Okres Brno-venkov eingegliedert.

## Stadtgliederung
Die Stadt Tišnov besteht aus den Ortsteilen Hajánky (Hajanek), Hájek (Hajek), Jamné (Jamny), Pejškov (Pejschkow) und Tišnov (Tischnowitz).

## Partnerstädte
- Moldava nad Bodvou, Slowakei
- Sereď, Slowakei
- Sulejów, Polen

## Sehenswürdigkeiten

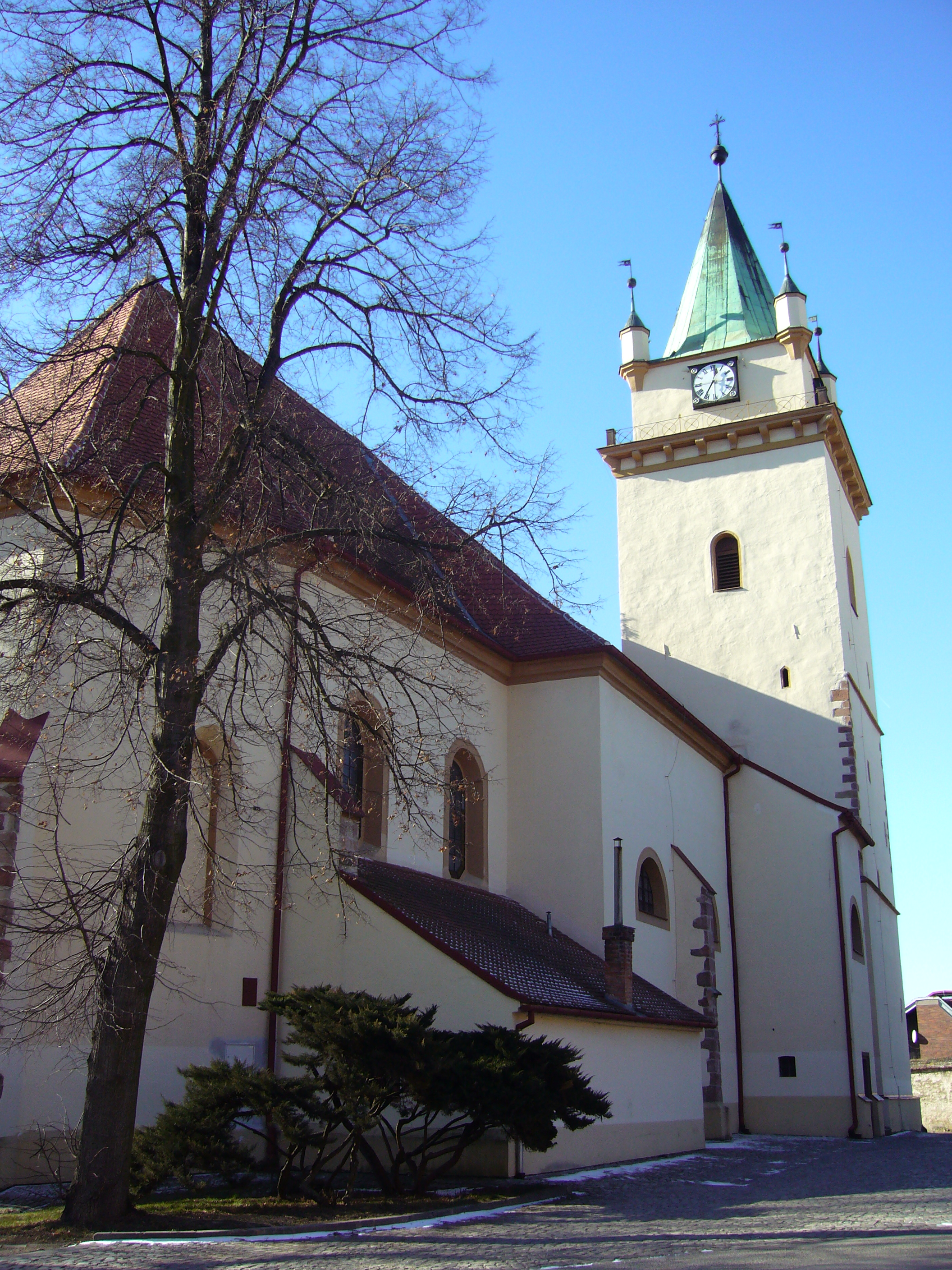
Pfarrkirche St. Wenzel

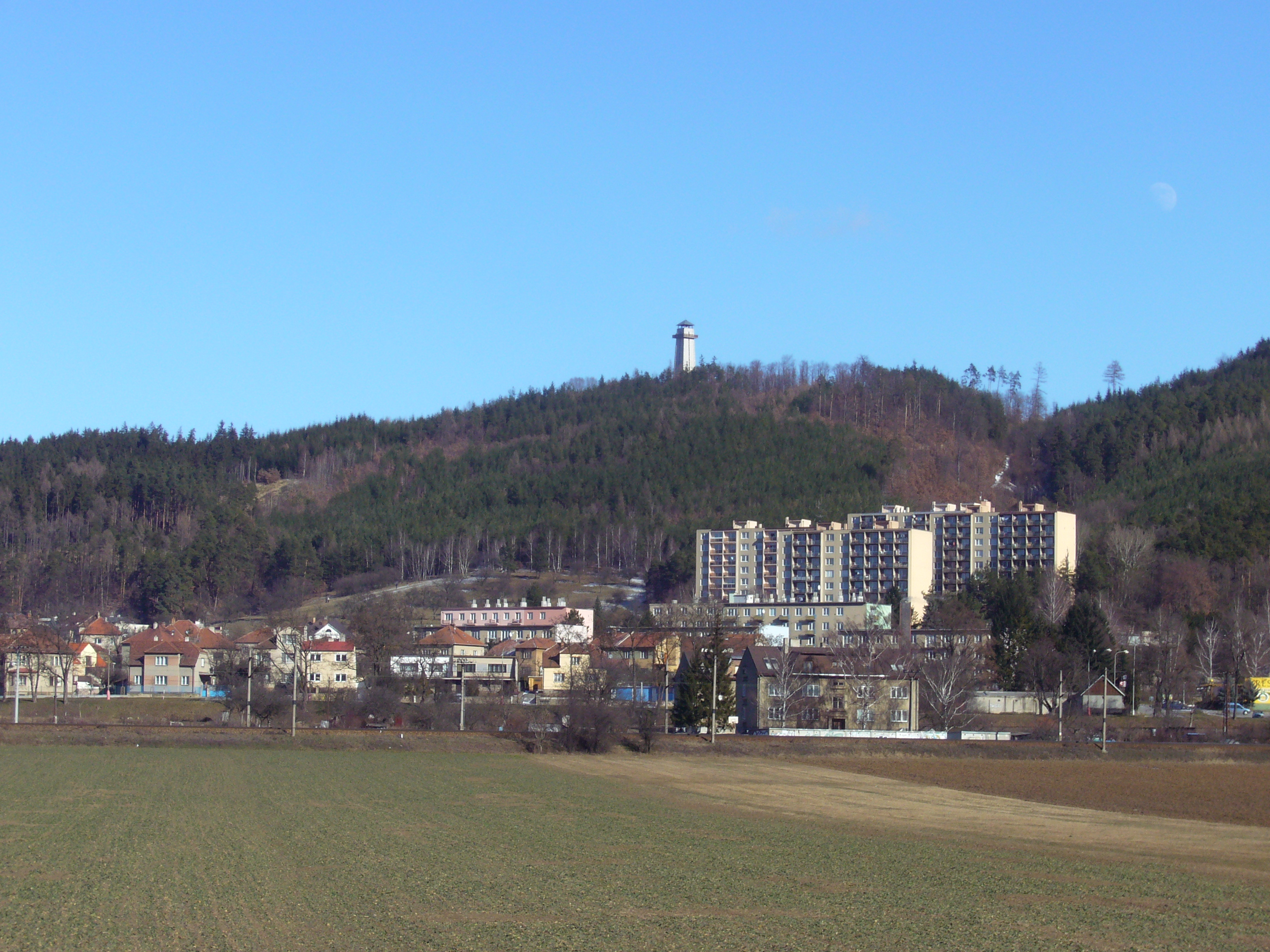
Aussichtsturm auf der Klucanina

- Pfarrkirche St. Wenzel, ehemals gotisches Bauwerk, 1838–1839 umgestaltet, mit 51 m hohem Turm
- Rathaus, der Bau aus dem Jahre 1771 erhielt seine heutige Gestaltung zwischen 1905 und 1906 durch Vladimír Fischer
- frühere Sparkasse, das funktionalistische Gebäude wurde 1933 von Bohuslav Fuchs und Jindřich Kumpošt errichtet und dient heute als Sitz der Komerční banka
- Jamborův dům, der funktionalistische Bau dient als Galerie über den Maler Josef Jambor
- sandsteinerne Mariensäule, errichtet 1863
- Kloster Porta Coeli in Předklášteří
- Aussichtsturm auf der Klucanina, 2003 erneuert

## Persönlichkeiten
- Joseph Franz Neumann (1797–1880), Gewerbefachmann
- Alois Boczek (1817–1876), Finanzbeamter und Journalist. Saß für den Wahlkreis Mähren-Tischnowitz als Abgeordneter in der Frankfurter Nationalversammlung
- Robert Holzknecht von Hort (1838–1918), Verwaltungsjurist und Justizminister
- Karl Kaser (1861–1942), Rechtsanwalt und Fotograf